# Југ Богдан
Вратко Немањић, у епској народној поезији познатији као Југ Богдан, је био српски војвода, жупан и кнез из средине XIV века. Води порекло из бочне гране Немањића, од Немањиног најстаријег сина Вукана, чији је праунук био, а његова ћерка Милица се око 1353. године удала за Лазара Хребељановића. Познатији је из епских народних песама преткосовског и косовског циклуса, у коме је са својих девет синова Југовића, једна од водећих личности. Сахрањен је у задужбини свога деде Дмитра Немањића, манастиру Давидовици код Бродарева, док је према народној традицији из песме „Смрт мајке Југовића“, погинуо у Косовском боју 1389. године. Локални топоними у и око самог Прокупља на Топлици, указују на то да је епски Југ Богдан владао тим крајем, што је приказано и на грбу града. Поред тога, помиње се и као један од ликова у историјској трагедији Стефанa Стефановића из 1825. године „Смрт Уроша V“, срдар Југ Богдан.

## Вратко Немањић
Подаци о историјском Вратку су веома оскудни. На основу родослова династије Немањића, зна се да је он потомак Стефана Немање по директној линији:
- чукундеда: велики жупан Стефан Немања
- прадеда: велики жупан и краљ Вукан Немањић
- деда: жупан Димитрије Немањић (монах Давид), ктитор манастира Давидовице и светитељ Српске православне цркве који се празнује 7. октобра
- отац: жупан Вратислав

Име његове супруге није познато, а сматра се да је од потомака имао:
- ћерку Милицу
- сина жупана Николу Вратковића, сахрањеног 1389. године у Немањиној задужбини, манастиру Светог Николе код Куршумлије

Вратко је као војвода свог братанца краља Душана (краљ 1331—1346, цар 1346—1355), заједно са Јованом Оливером пратио Јована Кaнтакузина (1347—1354) у опсади Сера, током јесени 1342. године. На почетку грађанског рата у Византији, Душан је стао на страну Кантакузина и дао му војску предвођену Вратком и Оливером да заузме Сер. Међутим опсада је, услед недисциплине у самој војсци и сукоба између Срба и Кантакузинових људи, окончана неуспехом и повлачењем српске војске, након чега је дошло до прекида сарадње између Душана и Кантакузина и отпочињања међусобних непријатељстава, попут битке код Стефанијане 1344. године.
Он је око 1353. године, удао своју ћерку Милицу за младог ставиоца на Душановом двору, Лазара Хребељановића. Сахрањен је у задужбини свога деде манастиру Давидовици, а на његов гробу је уклесано:
Овде почива раб Божији Вратко, који се представи маја месеца...

## Југ Богдан
У народној епској поезији, Југ Богдан се као личност јавља у преткосовском:
- Бановић Страхиња (речи песме)
- Женидба кнеза Лазара

и косовском циклусу:
- Цар Лазар и царица Милица
- Кнежева вечера (речи песме)
- Косовска битка
- Косовски бој
- Смрт мајке Југовића

Док је у песми „Бановић Страхиња“, он са синовима представљен у негативном светлу као слабић и кукавица који се плаши Турака (Влах Алије), у песмама косовског циклуса он и његови синови представљају симбол храбрости, јунаштва и жртвовања. По народној традицији очуваној у песмама, Југ Богдан је био отац царице Милице, предводио је десно крило српске војске („Косовска битка“) у Косовском боју, у коме је и сам погинуо са свим синовима („Косовски бој“ и „Смрт мајке Југовића“). У песмама нема назнака да је припадао породици Немањића, а помиње се да је поред ћерке царице Милице имао и деветорицу синова (девет Југовића): Бошка, Дамјана, Митра, Момира, Ненада, Николу, Петра, Војина и Степана.
Има аутора који сматрају да епски Југ Богдан није базиран на историјској личности Вратка Немањића, већ да представља симболичну представу страдања српског народа у Косовском боју. То мишљење базирано на томе да је погинуо отац са свих својих 9 синова односно цела генерација, што одговара народној традицији према којој су Косовски бој преживели само старци и деца.

### Народна традиција око Давидовице
Народна традиција је очувала сећање на Југ Богдана и његових девет Југовића који је био отац царице Милице. Историјски подаци потврђују да је облашћу око Давидовице управљао отац кнегиње Милице жупан Вратко, што указује на могућу повезаност Давидовице са њеним легендарним сродницима. У прилог овоме иде и предање које се чува међу најбројнијим становницима села Гробнице, крај кога се манастир налази, који се презивају Богдановићи и тврде да потичу од Југ Богдана.
Током археолошких истраживања, на простору манастира откривен је већи број скелета, као и један број лобања без скелета, за које народна традиција сматра да припадају легендарним девет Југовића и десетом старом Југ Богдану.
Само име села Гробнице односно Гробаре (како се раније називало) указује на постојање некрополе на том простору, а највероватније је назив добило по византијској некрополи која је постојала око базилике на којој је подигнут манастирска црква у Давидовици и чији су остаци пронађени у склопу манастира.

### Народна традиција око Прокупља
У Прокупљу и околини се на основу, народне традиције, сматра да је Југ Богдан владао Топлицом са средиштем у Прокупљу, у коме је подигао нову тврђаву, као и да је учествовао у заустављању Османлија у бици код Плочника 1386. године, која се одиграла крај оближњег истоименог села. Та традиција је данас очувана у централној градској улици која се зове по њему (Југ Богданова улица), као и на грбу града, а недалеко од њега се налази и село Југ-Богдановац.
У средишту грба Прокупља, налази се сребрно оивичени тамноплави квадрат у чијем се средишту на налази сребрни круг окружен са девет мањих сребрних кругова. Један већи сребрни круг окружен са девет мањих симболизује Југ Богдана и девет Југовића који су према легенди живели у граду, због чега се стара црква и једина преостала кула утврђења граду називају Југ Богдановим.
Стара црква која се налази у некадашњем подграђу Прокупачког Града (који се понекад назива и Југ Богданова тврђава) назива се Југ Богданова црква (такође и Латинска или Дубровачка црква), док се некадашња водена кула крај Топлице, која је данас најочуванија кула некадашњег утврђења, назива Југ Богданова кула.
Археолошка истраживања на простору тврђаве у Прокупљу су утврдила да је она у свом садашњем облику, подигнута у последњој четвртини XIV века односно у доба када је кнез Лазар владао тим подручјем, тако да није искључено да је Топлицу доделио на управу свом тасту. Поред тога, у Немањиној задужбини Светог Николе у Куршумлији, недалеко од Прокупља, сахрањен је 1379. године жупан Никола, за кога се на основу урезаног текста (раб Никола зовом Вратко…син жупана…Вратка, унук Вуканов) сматра да је син управо Вратка Немањића.

## Потомци Југ Богдана
Петар Богдани је записао породично предање, да он и његова фамилија воде порекло од Југ Богдана.

## Популарна култура
Његов лик се појављује у следећим филмовима:
- Бановић Страхиња (1983)